# Proces SS-WVHA

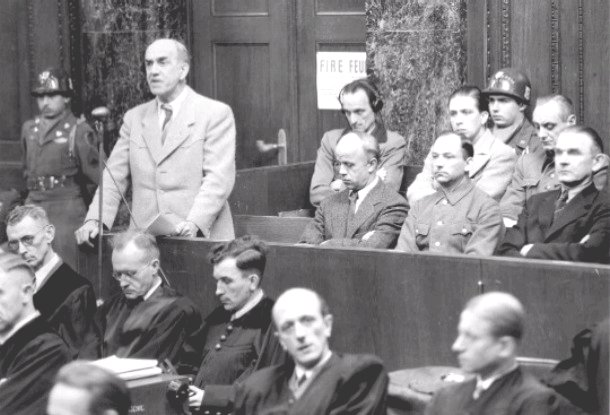
Oswald Pohl w chwili ogłaszania wyroku śmierci

Proces SS-WVHA (oficj. USA vs. Oswald Pohl i inni, nieoficj. proces obozów koncentracyjnych) – czwarty z 12 procesów norymberskich, przeprowadzonych przed amerykańskimi trybunałami wojskowymi po zakończeniu II wojny światowej. Na ławie oskarżonych zasiadło 18 członków SS-Wirtschafts- und Verwaltungshauptamt (pol. Główny Urząd Gospodarki i Administracji SS), na czele z jego szefem Oswaldem Pohlem. Urząd SS-WVHA był odpowiedzialny za nazistowskie obozy koncentracyjne III Rzeszy. Proces Pohla i innych miał miejsce w dniach od 8 kwietnia do 3 listopada 1947.

## Oskarżeni
Wśród 18 oskarżonych, oprócz Pohla, znaleźli się jego zastępcy: August Frank i Georg Lörner, a także inni wysokiej rangi członkowie SS-Wirtschafts- und Verwaltungshauptamt. Na ławie oskarżonych zabrakło Theodora Eickego i Richarda Glücksa, którzy w największym stopniu odpowiadali za zbrodnie popełnione w obozach koncentracyjnych. Eicke pełnił funkcję Głównego Inspektora Obozów Koncentracyjnych (zginął w trakcie działań wojennych), a jego następca (od 1939), Glücks, był szefem Zespołu D w ramach WVHA, zajmującego się bezpośrednio obozami koncentracyjnymi po zlikwidowaniu Głównego Inspektoratu Obozów Koncentracyjnych (Glücks popełnił samobójstwo w maju 1945).

## Sędziowie

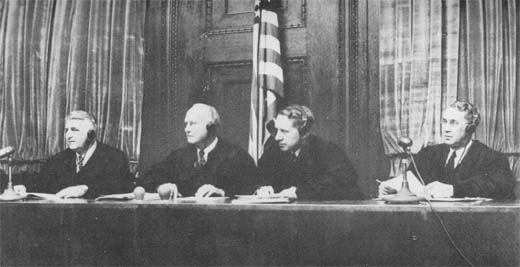
Sędziowie w IV procesie norymberskim: (od lewej) Donald Phillips, Robert M. Toms (sędzia przewodniczący), Michael A. Musmanno, John J. Speight (zamienny)

Skład sędziowski złożony był z amerykańskich sędziów:
- Prezydent: Robert M. Toms(inne języki), sędzia sądu apelacyjnego w Detroit, Michigan
- Fitzroi D. Phillips, sędzia w stanie Karolina Północna
- Michael A. Musmanno(inne języki), sędzia w Pittsburghu, Pensylwania
- John J. Speight(inne języki), sędzia w stanie Alabama

Stronę oskarżenia reprezentowali Telford Taylor (Chief of Counsel for War Crimes), James M. McHaney (szef wydziału ds. SS oskarżycieli) i Jack W. Robbins (szef oskarżycieli tego postępowania).

## Zarzuty
Akt oskarżenia objął zarzuty dotyczące zbrodni wojennych i zbrodni przeciw ludzkości popełnionych w obozach koncentracyjnych oraz przynależności do SS jako organizacji przestępczej.

## Wyrok
14 oskarżonych trybunał uznał za winnych wszystkich zarzutów (z czego 4 skazał na karę śmierci), jednego uniewinnił jedynie z zarzutu przynależności do SS (Hans Hohberg), a pozostałych 3 uniewinnił całkowicie. Na żądanie obrony, która przedstawiła nowe dowody w sprawie, trybunał rozpoznał ponownie sprawy niektórych oskarżonych 14 lipca 1948 i w związku z tym 11 sierpnia 1948 wydał ostateczny wyrok, łagodząc niektóre kary (np. Georgowi Lörnerowi zamienił karę śmierci na dożywocie).
Wyrok w procesie Pohla (sentencja wyroku z 3 listopada 1947 wraz z wyrokiem uzupełniającym z 11 sierpnia 1948):
1. Oswald Pohl – śmierć przez powieszenie (wyrok wykonano w 1951)
2. Karl Sommer(inne języki) – śmierć przez powieszenie
3. Franz Eirenschmalz(inne języki) – śmierć przez powieszenie
4. Georg Lörner – śmierć przez powieszenie (kara zamieniona na dożywocie 11 sierpnia 1948)
5. August Frank(inne języki) – dożywocie
6. Karl Mummenthey(inne języki) – dożywocie
7. Max Kiefer(inne języki) – dożywocie (kara zamieniona na 20 lat pozbawienia wolności 11 sierpnia 1948)
8. Heinz Karl Fanslau – 25 lat pozbawienia wolności (kara zamieniona na 20 lat pozbawienia wolności 11 sierpnia 1948)
9. Hans Bobermin(inne języki) – 20 lat pozbawienia wolności (kara zamieniona na 15 lat pozbawienia wolności 11 sierpnia 1948)
10. Hans Lörner(inne języki) – 10 lat pozbawienia wolności
11. Erwin Tschentscher – 10 lat pozbawienia wolności
12. Hermann Pook(inne języki) – 10 lat pozbawienia wolności
13. Hans Heinrich Baier(inne języki) – 10 lat pozbawienia wolności
14. Leo Volk(inne języki) – 10 lat pozbawienia wolności
15. Hans Hohberg(inne języki) – 10 lat pozbawienia wolności (na poczet kary zaliczono mu okres przebywania w areszcie od 22 października 1945, gdyż nie był członkiem SS)
16. Rudolf Scheide(inne języki) – uniewinniony
17. Horst Klein(inne języki) – uniewinniony
18. Josef Vogt – uniewinniony

## Kara
Mimo iż wyrok z 11 sierpnia 1948 miał charakter ostateczny, władze amerykańskie ułaskawiły w późniejszym czasie większość skazańców i jedynym wykonanym wyrokiem śmierci był wyrok na Oswalda Pohla (został on stracony w 1951). Pozostałe wyroki śmierci zamieniono na kary pozbawienia wolności.
Przed 1960 r. wszyscy skazani byli już na wolności.